# Michael Oliver (fotbalový rozhodčí)
Michael Oliver (* 20. února 1985 Ashington, Northumberland) je anglický profesionální fotbalový rozhodčí. V Anglii píská především zápasy Premier League. V roce 2012 získal členství FIFA, což mu umožňuje rozhodovat i mezinárodní zápasy. Byl jmenován rozhodčím ve finále Mistrovství světa ve fotbale hráčů do 17 let 2015. V roce 2018 se pak Michael Oliver dostal i do elitní skupiny rozhodčích UEFA.

## Kariéra
Narodil se v Ashingtonu v Northumberlandu a k pískání ho přivedl jeho otec Clive ve 14 letech. Rychle stoupal soutěžemi až byl v roce 2007 zařazen na národní listinu rozhodčích; v roce 2007 pískal finále play-off National League, tedy baráž o 4. anglickou ligu, a stal se tak nejmladším fotbalovým rozhodčím, který kdy řídil zápas na stadionu ve Wembley. Kromě toho se již předtím stal nejmladším asistentem rozhodčího fotbalové ligy, i nejmladším rozhodčím, který kdy pískal profesionální zápas v Anglii.
Pozoruhodná situace se mu stala v roce 2009, když jeho otec Clive řídil baráž o 3. anglickou ligu a Michael následující den baráž o 2. anglickou ligu.
Nejmladším rozhodčím v Premier League se mohl stát již v lednu 2010, kdy byl jmenován do utkání mezi Fulhamem a Portsmouthem, kvůli nepříznivému počasí se však musel zápas odložit a jeho operace kotníku ho později vyřadila až do dubna ze hry. Jeho prvním zápasem v Premier League byl v srpnu 2010 zápas mezi Birminghamem City s Blackburnem Rovers. Tehdy mu bylo 25 let a 182 dní, čímž překonal rekord Stuarta Attwella jako nejmladšího rozhodčího v historii Premier League.
V roce2013 byl Oliver jmenován čtvrtým rozhodčím finále Ligového poháru na stadionu ve Wembley. V dubnu téhož roku byl sudím semifinále FA Cupu mezi týmy Wigan Athletic a Millwall a opět překonal věkový milník, a to jako nejmladší rozhodčí, který kdy řídil semifinále FA Cupu. Wigan nakonec celý FA Cup vyhrál. V následném zápase Community Shield, hraném mezi vítězem FA Cupu a Premier League, hrál Wigan s Manchesterem United a Oliver v zápase nastoupil jako čtvrtý rozhodčí.
V roce 2014 byl už hlavním rozhodčím zápasu dalšího Community Shieldu, tentokrát mezi Arsenalem a Manchesterem City, v němž držitelé FA Cupu Arsenal zvítězili 3:0.
Michael Oliver poté pískal tři zápasy skupinové fáze Ligy mistrů 2016/17. Jeho prvním zápasem bylo utkání mezi Sportingem Lisabon proti Legii Warszawa v září 2016.
Dne 11. dubna 2018 byl rozhodčím odvety čtvrtfinálového duelu Ligy mistrů mezi Realem Madrid a Juventusem. Real Madrid vyhrál první zápas v Turíně 3:0, což znamenalo, že Juventus by musel v Madridu vyhrát také 3:0, aby zápas dospěl alespoň do prodloužení. To se mu malém opravdu povedlo, ještě v 93. minutě spěl zápas do prodloužení, než Oliver nařídil penaltu ve prospěch Realu Madrid poté, co Mahdí Benatía v pokutovém území při snaze odkopnout míč srazil k zemi Lucase Vázqueze. Hráči Juventusu se na Olivera v emocích vrhli a v centru dění byl kapitán italského celku Gianluigi Buffon, který dostal od britského sudího červenou kartu za slovní urážky. Oliver během zápasu udělil také devět žlutých karet. Na hřiště nastoupil střídající brankář Wojciech Szczęsny a hned musel čelit následnému pokutovému kopu, jenž proměnil v 98. minutě Cristiano Ronaldo, čímž rozhodl o konečném celkovém vítězství Realu Madrid 4:3 a postupu do semifinále. V pozápasovém rozhovoru Buffon řekl, že má Oliver „místo srdce odpadkový koš“.
O několik dní později policie vyšetřovala výhružné textové zprávy zaslané Oliverově manželce Lucy, jejíž číslo mobilního telefonu bylo po zápase zveřejněno italskými fanoušky na sociálních sítích, což vedlo k urážlivým zprávám. Prověřovalo se také bouchání na vchodové dveře jejich domu a křičení nadávek na členy jeho rodiny. Dne 11. května byl Buffon obviněn UEFou kvůli zmiňovaním pozápasovým výrokům na adresu Olivera, přičemž Kontrolní, etický a disciplinární orgán UEFA udělil Buffonovi 5. června třízápasový zákaz startu v soutěžních zápasech UEFA.
Dne 26. března 2019 byl Oliver povolán na Mistrovství světa hráčů do 20 let v Polsku, a jeho asistenty byli Simon Bennett a Stuart Burt. Oliver na turnaji řídil 3 zápasy, konkrétně zápas skupinové fáze mezi Senegalem a Kolumbií, osmifinále mezi Uruguayí a Ekvádorem a semifinále mezi Ekvádorem a Jižní Koreou.
Pískal také finále FA Cupu v roce 2021, které se konalo 15. května 2021 mezi Chelsea a Leicesterem City, a v poslední minutě neuznal londýnskému klubu gól, jemuž podle něj předcházelo ofsajdové postavení střelce Bena Chilwella.
V květnu 2022 byl Oliver uveden jako jeden ze dvou anglických rozhodčích, kteří by měli pískat zápasy na listopadovém a prosincovém Mistrovství světa 2022 v Kataru. Na seznamu byl také o necelých sedm let starší Anthony Taylor.
Dne 10. srpna 2022 řídil Superpohár UEFA mezi Eintrachtem Frankfurt a Realem Madrid.
V dubnu 2024 byl vybrán jako rozhodčí na UEFA Euro 2024.

## Soudcovaná utkání na Mezinárodních turnajích
| Datum                                  | Tým 1                                  | Výsledek                               | Tým 2                                  | Fáze                                   |                                        |                                        |
| Mistrovství světa hráčů do 17 let 2015 | Mistrovství světa hráčů do 17 let 2015 | Mistrovství světa hráčů do 17 let 2015 | Mistrovství světa hráčů do 17 let 2015 | Mistrovství světa hráčů do 17 let 2015 | Mistrovství světa hráčů do 17 let 2015 | Mistrovství světa hráčů do 17 let 2015 |
| -------------------------------------- | -------------------------------------- | -------------------------------------- | -------------------------------------- | -------------------------------------- | -------------------------------------- | -------------------------------------- |
| 18.10.2015                             | Honduras                               | 1:3                                    | Ekvádor                                | Základní skupina                       | 6 (4+2)                                | 0                                      |
| 28.10.2015                             | Mexiko                                 | 4:1                                    | Chile                                  | Osmifinále                             | 7 (3+4)                                | 0                                      |
| 8.11.2015                              | Mali                                   | 0:2                                    | Nigérie                                | Finále                                 | 1 (0+1)                                | 0                                      |
| Mistrovství světa hráčů do 20 let 2019 |                                        |                                        |                                        |                                        |                                        |                                        |
| 26.5.2019                              | Senegal                                | 2:0                                    | Kolumbie                               | Základní skupina                       | 3 (1+2)                                | 0                                      |
| 3.6.2019                               | Uruguay                                | 1:3                                    | Ekvádor                                | Osmifinále                             | 1 (1+0)                                | 1 (1+0)                                |
| 8.6.2017                               | Ekvádor                                | 0:1                                    | Jižní Korea                            | Semifinále                             | 4 (3+1)                                | 0                                      |
| Euro 2020                              |                                        |                                        |                                        |                                        |                                        |                                        |
| 19.6.2021                              | Maďarsko                               | 1:1                                    | Francie                                | Základní skupina                       | 2 (1+1)                                | 0                                      |
| 23.6.2021                              | Švédsko                                | 3:2                                    | Polsko                                 | Základní skupina                       | 3 (1+2)                                | 0                                      |
| 2.7.2021                               | Švýcarsko                              | 1:1 (1:3 po pen.)                      | Španělsko                              | Čtvrtfinále                            | 3 (2+1)                                | 1 (1+0)                                |
| Mistrovství světa 2022                 |                                        |                                        |                                        |                                        |                                        |                                        |
| 27.11.2022                             | Japonsko                               | 0 : 1                                  | Kostarika                              | Základní skupina                       | 6 (3+3)                                | 0                                      |